# کوتریگواچو
کوتریگواچو (به پرتغالی: Cotriguaçu) یک منطقهٔ مسکونی در برزیل است که در ماتو گروسو واقع شده‌است. کوتریگواچو ۲۰٬۲۳۸ نفر جمعیت دارد.